# Martín Adjemián
Martín Adjemián (Zárate, 12 de diciembre de 1932 - Buenos Aires, 3 de diciembre de 2005) fue un actor argentino con trayectoria en cine y televisión.

## Actividad actoral
Debutó a los 14 años en la localidad de Berisso (pcia. de Buenos Aires), con un grupo de teatro experimental que integraban Lito Cruz y Víctor Manso dirigido por Federico Luppi. Se inició en el cine durante los años de 1970, destacándose en El familiar. En teatro tuvo un papel de lucimiento en Ejecución, junto a Diego Botto. Otros trabajos fueron Nuestro fin de semana y Estela de madrugada. 
Su carrera se interrumpió en 1976, al iniciarse la última dictadura militar argentina, cuando debió exiliarse. 
En España, filmó La muerte de Mikel, con Imanol Arias, y Reina Zanahoria, con José Sacristán, Marilina Ross y Fernando Fernán Gómez. 
En la década de 1990 se reincorporó al cine argentino hasta su muerte a causa de cáncer en 2005, en el sanatorio privado Las Heras, donde yacía internado desde hacía dos años.
Falleció el sábado 3 de diciembre de 2005, como consecuencia de un cáncer previamente diagnosticado.

## Cine
Intérprete
- La hermana en postproducción
- Carne sobre carne (2007) ...El censor
- La Perrera (2006) ...Padre
- Tiempo de valientes (2005) ...Comisario
- La perrera (2005) ...Padre
- Palermo Hollywood (2004) ...Detective
- India Pravile (2003) ...Dueño del boliche
- Whisky Romeo Zulu (2003) ...De Angelis
- Potestad (2002)
- Herencia (2002)
- El inocente (2000)
- Tesoro mío (2000)
- La ciénaga (2000) ...Gregorio
- Gallito ciego (2000) ...Forense
- Chicos ricos (2000) ...Osvaldo
- Adela (2000)
- Sólo gente (1999)
- Tesoro mío (1999)
- La venganza (1999) ...Coco Maggi
- La sonámbula, recuerdos del futuro (1998) ...Policía #1
- Mala época (1998) ...Luque
- Pizza, birra, faso (1998) ...Taxista
- 24 horas (Algo está por explotar) (1997) ...Secuestrador
- Asesinato a distancia (1997) ...Comisario Giménez
- Sotto voce (1996) ...Smith
- Moebius (1996)
- Lola Mora (1995) ...Sabá Hernández
- Dónde y cómo Oliveira perdió a Achala (cortometraje) (1995)
- Facundo, la sombra del tigre (1995)
- El fin de Heginio Gómez (cortometraje) (1990)
- Los gauchos judíos (1974)
- El familiar (1972)
- Bajo el signo de la patria (1971)
- Invasión (1969) ...Irala
- Los taitas  (mediometraje) (1968)

Director de casting
- Palermo Hollywood (2004)

## Televisión
- Hombres de ley (1987)
- Alta comedia (1992)
- Gasoleros (1998)
- Primicias (2000)
- El Hacker 2001 (2001) .... Linyera Juan
- 30/30  telefilm (2001) ...Padre
- 22, el loco (2001)
- 1000 millones (2002)
- Los Simuladores (2002) .... Comisario Zalamanca
- Sol negro (2003)
- Sangre fría (2004)
- Vientos de agua (2006)